# Hallock (Minnesota)
Hallock ist eine Kleinstadt (mit dem Status „City“) und Verwaltungssitz des Kittson County im US-amerikanischen Bundesstaat Minnesota. Das U.S. Census Bureau hat bei der Volkszählung 2020 eine Einwohnerzahl von 906 ermittelt.

## Geografie
Hallock liegt im Nordwesten Minnesotas unweit der Grenze zu Kanada im Norden und zu North Dakota im Westen. Der Ort liegt auf 48°46′28″ nördlicher Breite, 96°56′47″ westlicher Länge und erstreckt sich über 5,44 km².
Benachbarte Orte von Hallock sind Lancaster (19,5 km nordöstlich), Lake Bronson (23,4 km ostsüdöstlich) und Kennedy (15,2 km südlich).
Die nächstgelegenen größeren Städte sind Fargo in North Dakota (230 km südlich), Winnipeg in der kanadischen Provinz Manitoba (145 km nördlich), Duluth am Oberen See (494 km südöstlich) und Minneapolis (580 km südsüdöstlich).
Die Grenze zu Kanada befindet sich 35,9 km nordnordöstlich.

## Verkehr
In Nord-Süd-Richtung führt der U.S. Highway 75 als Hauptstraße durch Hallock. Im Stadtzentrum kreuzt die Minnesota State Route 175. Alle weiteren Straßen sind untergeordnete und teils unbefestigte Fahrwege sowie innerörtliche Verbindungsstraßen.
Mit dem Hallock Municipal Airport befindet sich im Süden des Stadtgebiets ein kleiner Regionalflugplatz. Die nächsten Großflughäfen sind der Winnipeg James Armstrong Richardson International Airport (147 km nördlich), der Hector International Airport in Fargo (226 km südlich) und der Minneapolis-Saint Paul International Airport (599 km südöstlich).

## Demografische Daten
Nach der Volkszählung im Jahr 2010 lebten in Hallock 981 Menschen in 449 Haushalten. Die Bevölkerungsdichte betrug 180,3 Einwohner pro Quadratkilometer. In den 449 Haushalten lebten statistisch je 2,04 Personen.
Ethnisch betrachtet setzte sich die Bevölkerung zusammen aus 98,7 Prozent Weißen, 0,1 Prozent (eine Person) Afroamerikanern, 0,6 Prozent Asiaten sowie 0,1 Prozent (eine Person) aus anderen ethnischen Gruppen; 0,5 Prozent stammten von zwei oder mehr Ethnien ab. Unabhängig von der ethnischen Zugehörigkeit waren 2,8 Prozent der Bevölkerung spanischer oder lateinamerikanischer Abstammung.
17,7 Prozent der Bevölkerung waren unter 18 Jahre alt, 52,5 Prozent waren zwischen 18 und 64 und 29,8 Prozent waren 65 Jahre oder älter. 52,8 Prozent der Bevölkerung war weiblich.

Das mittlere jährliche Einkommen eines Haushalts lag bei 56.042 USD. Das Pro-Kopf-Einkommen betrug 29.606 USD. 4,6 Prozent der Einwohner lebten unterhalb der Armutsgrenze.